# Clemente Maria Hofbauer

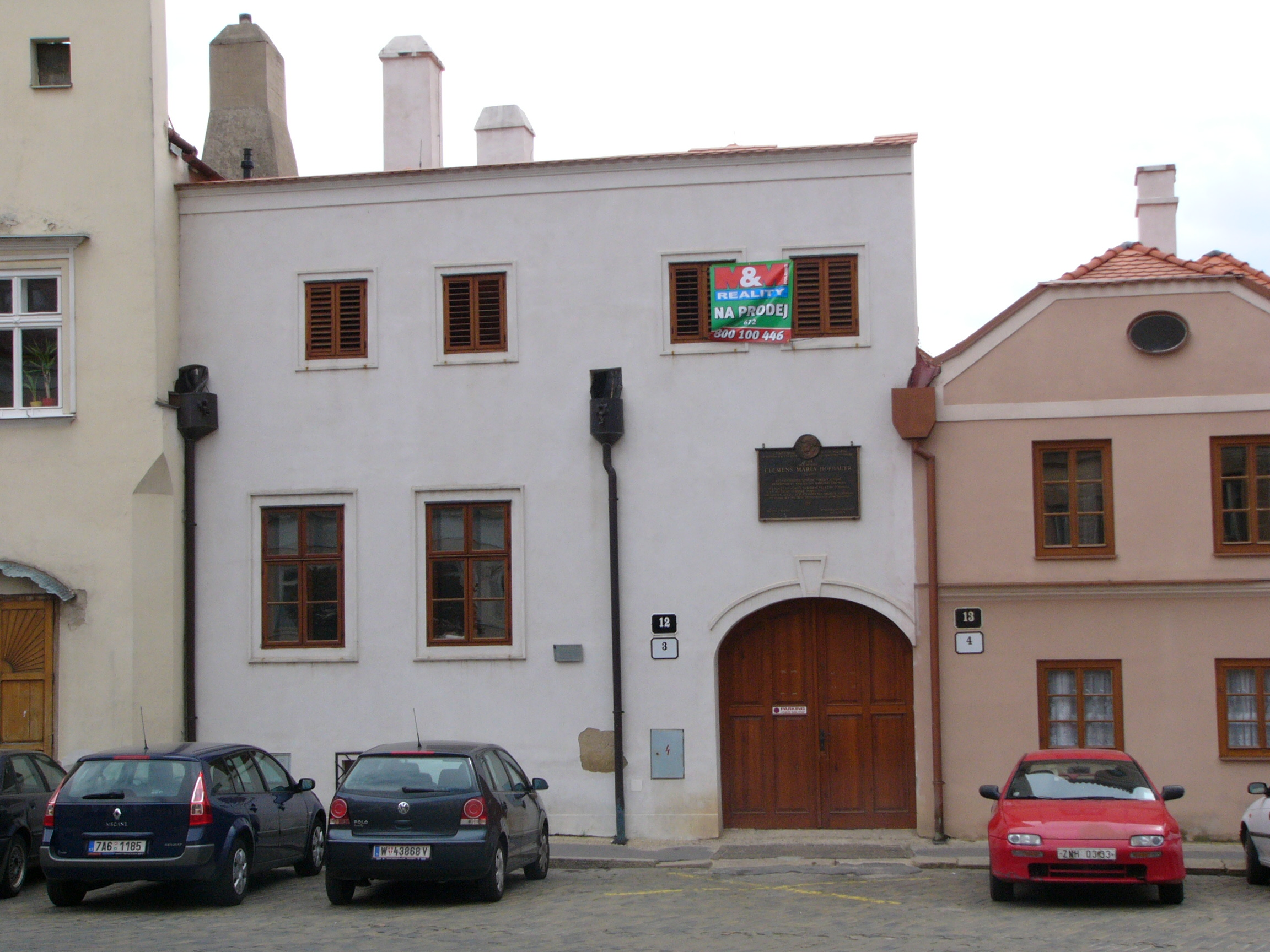
La casa natale a Tasovice.

Clemente Maria Hofbauer, al secolo Jan (Tasovice, 26 dicembre 1751 – Vienna, 15 marzo 1820), fu un sacerdote della Congregazione del Santissimo Redentore. Nel 1909 papa Pio X lo ha proclamato santo.

## Biografia
A motivo dell’età avanzata, Clemente non fece che cinque mesi di noviziato e, dopo la professione religiosa, fu subito ordinato sacerdote ad Alatri a motivo della sua provata pietà e del grande bisogno che i Redentoristi avevano di membri. Diede un notevole impulso al potenziamento e alla diffusione dei Redentoristi in Austria e in Polonia.

### Varsavia
L'imperatore Giuseppe II, che aveva chiuso più di 1 000 monasteri e conventi per la sua politica detta giuseppinismo, non era certo incline a permettere che un nuovo ordine religioso venisse stabilito nei suoi stati. I redentoristi quindi si trasferirono dall'Impero alla Confederazione polacco-lituana. Nel febbraio del 1787 raggiunsero Varsavia, città che all'epoca contava of 124 000 abitanti, 160 chiese e 20 fra monasteri e conventi. Tuttavia, la città offriva occasioni per l'opera dei religiosi: il popolo era povero e ignorante, le case avevano bisogno di riparazioni, molti avevano aderito alla massoneria.  Hofbauer e i suoi compagni si impegnarono per ristabilire la fede cattolica.
La Polonia era sull'orlo di grandi sconvolgimenti politici nel 1787. Il re Stanislao II era un fantoccio nelle mani della zarina Caterina II di Russia. Quindici anni prima la Prima spartizione della Polonia aveva diviso la nazione fra Austria, Russia e Prussia. La Seconda spartizione della Polonia avverrà nel 1793 e la Terza nel 1795. Napoleone e la sua Grande Armée con le sue scorribande in tutt'Europa aumenteranno la tensione politica. Durante i 21 anni che Hofbauer trascorse a Varsavia, ci furono ben pochi periodi di pace.
Durante il viaggio verso la Polonia con il compagno Thaddäus Hübl, che era stato ordinato con lui, si unì a loro Peter Kunzmann, un fornaio che aveva accompagnato Hofbauer in un precedente pellegrinaggio e divenne il primo converso redentorista fuori dall'Italia. Arrivarono a Varsavia senza denaro; Hofbauer aveva dato le loro ultime tre monete d'argento a un mendicante. Incontrarono il delegato apostolico, l'arcivescovo Ferdinando Maria Saluzzo, che affidò loro la chiesa di San Benno e la comunità di lingua tedesca della città. Dopo aver imparato il polacco, i redentoristi rivolsero il loro apostolato anche ai polacchi che abitavano nei pressi della loro chiesa.
Quando Hofbauer vedeva un ragazzo senzatetto sulla strada, lo portava nella sua rettoria, lo ripuliva, lo sfamava, gli insegnava un mestiere e lo istruiva nella vita cristiana. I ragazzi divennero presto troppo numerosi per essere ospitati tutti nella rettoria, così Hofbauer aprì il Rifugio di Gesù Bambino. Per sfamare e vestire i ragazzi, doveva costantemente mendicare. Un giorno entrò in una panetteria per comprare il pane e si accorse che il fornaio non aveva un garzone: facendo ricorso alla sua precedente esperienza di fornaio, Hofbauer passò la giornata a lavorare da garzone, in cambio del pane per i suoi ragazzi.
In un'altra occasione, secondo un aneddoto, mentre mendicava in un'osteria, uno dei padroni, infastidito dalle sue richieste, gli sputò della birra in faccia. Ripulendosi, Hofbauer rispose umilmente: «Questo era per me. Ma che cosa avete per i miei ragazzi?». La risposta lasciò impressionati i presenti, che gli diedero più di 100 monete d'argento.
Quando i redentoristi aprirono la loro chiesa, spesso si trovarono a predicare davanti a banchi vuoti. La gente non voleva dare fiducia ai preti stranieri. Ci vollero parecchi anni per vincere la diffidenza popolare, ma con il tempo San Benno divenne il centro di un intenso apostolato cattolico a Varsavia.
Nel 1791, quattro anni dopo il loro arrivo, i redentoristi ampliarono il rifugio e ne fecero una scuola. Un'altra scuola elementare era stata aperta per le ragazze, sotto la direzione di alcune nobildonne della città. Il numero di orfani continuava a crescere. Il denaro per mantenere le opere dei redentoristi proveniva da alcuni assidui benefattori e da altri che cercavano di aiutare i sacerdoti in molti modi diversi, ma Hofbauer era sempre costretto a mendicare di porta in porta per trovare il sostegno per i suoi orfani.
Nella chiesa, Hofbauer e la comunità che contava ora cinque sacerdoti e tre conversi, diedero inizio a un'attività di predicazione che chiamarono Missione perpetua. Invece di celebrare una sola messa mattutina durante la settimana, celebravano una messa ciascuno, così da poter offrire ogni giorno cinque omelie in tedesco e in polacco. Ogni giorno vi erano tre messe solenni, l'ufficio della Beata Vergine Maria, l'adorazione del Santissimo Sacramento, la via Crucis, i Vespri, preghiere pubbliche e litanie. I sacerdoti erano disponibili ad ascoltare confessioni giorno e notte.
Nel 1793 Hofbauer divenne vicario generale della Congregazione a nord delle Alpi. Con base a Varsavia, si fece carico della fondazione di nuove case in Germania e in Svizzera.
Nel 1800 la crescita degli anni precedenti poteva essere notata sia per l'opera pastorale sia per la comunità redentorista. Le comunioni che erano 2 000 nel 1787, erano diventate 100 000. A San Benno c'erano 21 sacerdoti redentoristi e 7 conversi, 5 novizi e 4 seminaristi.
Tutti questi risultati erano stati raggiunti in circostanze nient'affatto propizie. Le tre spartizioni della Polonia avevano dissanguato il Paese. Tadeusz Kościuszko ebbe i suoi momenti di gloria, ma il popolo non poteva sostenere a tempo indefinito la difesa contro gli invasori stranieri. Le battaglie della Rivolta di Varsavia del 1794 ebbero luogo nella Settimana Santa. I redentoristi, così come il resto degli abitanti della città, furono in pericolo. Tre bombe colpirono il tetto della chiesa, ma non esplosero. In mezzo alle battaglie, Hofbauer  e i suoi compagni predicavano la pace. Ciò però non fece che fomentare le proteste contro i redentoristi, già tacciati di essere dei traditori, in quanto stranieri. Nel 1806 fu approvata una legge che vietava ai sacerdoti polacchi di invitare i redentoristi a predicare missioni nelle loro parrocchie. Seguirono altri provvedimenti più restrittivi che vietarono ai redentoristi di predicare e udire confessioni anche nella loro chiesa di San Benno. 
Contro queste leggi Hofbauer si appellò direttamente al re Federico Augusto I di Sassonia. Sebbene il re fosse al corrente del bene che i redentoristi facevano, non gli fu possibile mettere a tacere le voci di quanti volevano sbarazzarsi dei redentoristi. Firmò il decreto di espulsione dalla Polonia il 9 giugno 1808. Undici giorni dopo, la chiesa di San Benno fu chiusa e i 40 redentoristi presenti furono imprigionati per quattro settimane; scarcerati, gli fu ordinato di fare ritorno ai loro paesi d'origine.

### Vienna

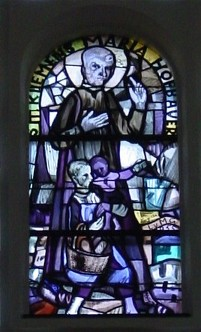
Una vetrata su cui è raffigurato San Clemente Maria Hofbauer, nella chiesa parrocchiale di Liesing, opera di Martin Häusle, 2006

Nel settembre del 1808, dopo essere stato esiliato dalla Polonia, Hofbauer giunse a Vienna, ove rimarrà per quasi 13 anni, fino alla morte. Nel 1809, quando le truppe di Napoleone attaccarono Vienna, Hofbauer agì come cappellano dell'ospedale, prendendosi cura dei molti soldati feriti. L'arcivescovo, apprezzando lo zelo di Hofbauer, gli affidò la piccola chiesa degli Italiani in città. Hofbauer vi rimase per quattro anni, finché non fu nominato cappellano delle orsoline nel luglio del 1813. Per l'assistenza spirituale alle suore e ai laici che visitavano la loro cappella, Hofbauer si guadagnò la fama di predicatore potente e confessore sensibile.
All'inizio del XIX secolo, Vienna era una grande capitale culturale europea. Hofbauer amava trascorrere il tempo con studenti e intellettuali. Gli studenti, da soli o in gruppo, frequentavano la sua residenza per conversare, condividere un pasto e chiedere consiglio. Molti di loro in seguito si fecero redentoristi. Condusse in chiesa molti dotti e parecchi artisti, fra cui Karl Wilhelm Friedrich Schlegel e Dorothea von Schlegel, la figlia del filosofo Moses Mendelssohn, Friedrich August von Klinkowström, Joseph von Pilat, segretario privato di Metternich, Zacharias Werner, che fu poi ordinato e divenne un famoso predicatore e Frederick von Held, che, diventato redentorista, porterà la congregazione in Irlanda.
Il fallimento del piano di Wessenberg di stabilire una Chiesa nazionale tedesca si deve principalmente a Clement Hofbauer. In seguito, a Vienna, Hofbauer si trovò nuovamente colpito da attacchi di avversari e per breve periodo gli fu impedito di predicare. Fu poi minacciato di espulsione per aver comunicato con il superiore generale dei redentoristi a Roma. Prima che l'espulsione avesse luogo, l'imperatore Francesco I doveva firmarla. In quel periodo l'imperatore era a Roma, in visita a papa Pio VII, da cui apprese quanto l'opera di Hofbauer fosse stimata. Gli fu chiesto di ricompensare i meriti di Hofbauer permettendogli di dare inizio a una casa redentorista in Austria. Così, invece di ricevere l'espulsione, Hofbauer ottenne un'udienza con l'imperatore. Fu scelta una chiesa per la fondazione redentorista in Austria, ma Hofbauer non riuscì a vedere il completamento del progetto, perché all'inizio di marzo del 1820 si ammalò e morì il 15 dello stesso mese.

## Culto
È stato dichiarato beato da papa Leone XIII il 29 gennaio del 1888; il 20 maggio 1909 è stato canonizzato da papa Pio X, che nel 1914 lo ha proclamato patrono della città di Vienna.
Memoria liturgica il 15 marzo.